# 安琪拉·陳
安琪拉·陳（1987年4月23日—）是印尼华裔商人、政治家，自2019年起担任印尼旅游与创意经济部副部長。其父是印尼MNC有限公司CEO陳明立。